# Кодуччи, Мауро
Мауро Кодуччи, Мауро Кодусси (итал. Mauro Codussi, Maurus de Cudussis de Lentina, Mario Coducci, Mauro Bergamasco, Moretus, Moro Lombardo, Moro di Martino, Moro da San Zaccaria, 1440, Ленне близ Бергамо, Ломбардия — 23 апреля 1504, Венеция) — итальянский скульптор и архитектор раннего Возрождения венецианской школы.

## Биография
Мауро Кодуччи был родом из Ломбардии (северная Италия), родился в 1440 году в Ленне, небольшом городке в долине Брембана, в провинции Бергамо, в семье каменщика Мартино, откуда его прозвания: «Бергамец» (Bergamasco), «Мартинец» (Moretus) и «Тёмный, или тёмноволосый, ломбардец» (Moro Lombardo). Начальное образование скульптора и каменотёса получил в Равенне (Эмилия-Романья). В 1467 году переехал в Венецию. В это же время в Венецию прибыл другой архитектор из Ломбардии — Пьетро Ломбардо, с которым в дальнейшем Мауро связывали многие совместные работы.
Кодуччи одним из первых применил в Венеции ренессансные элементы в оформлении фасадов зданий (полуциркульные фронтоны, арочные и круглые окна, статуи), удачно совмещая их с византийскими мотивами, традиционно распространёнными в венецианской архитектуре. Среди многих его построек выделяются церкви Сан-Микеле-ин-Изола, Сан-Заккариа, Сан-Джованни-Кризостомо и Санта-Мария-Формоза. Также особое значение имеют Палаццо Вендрамин-Калерджи и Палаццо Дзорци в Сан-Северо. Дата строительства Ка’Лоредан Вендрамин Калерджи, где ныне находится Венецианское казино (Casinò di Venezia) и музей Вагнера (Museo Wagner), не документирована, но историки относят начало работ к 1481 году. Согласно источникам, дворец был завершён в 1509 году.
После того, как Мауро Кодуччи руководил реставрационными работами в Скуоле Гранде-ди-Сан-Марко, проводившимися между 1491 и 1495 годами, он, начиная с 1496 года, сотрудничал со своим земляком Бартоломео Бон ди Кампионе при строительстве башни с часами на площади Сан-Марко. В первые годы шестнадцатого века, вернувшись в Бергамо, он проектировал фасад церкви Сан-Джакомо-ин-Седрина.
Деятельность Кодуччи имела основополагающее значение для архитектуры раннего венецианского Возрождения. Его первая выдающаяся работа, церковь Сан-Микеле-ин-Изола, происходит от старой церкви Сан-Джакомо-ин-Себенико (архитектор Джорджо Орсини) и отражает влияния Филиппо Брунеллески и, особенно, Леона Баттисты Альберти, его Темпио Малатестиано, выдающийся постройки Альберти в Римини, хорошо известных Кодуччи. Фасад Палаццо Вендрамин-Калерджи впервые полностью оформлен ордерными элементами: мотив триумфальной арки портала первого этажа многoкратно повторяется в форме сдвоенных окон, обрамлённых колоннами коринфского ордера.
Творчество Мауро Кодуччи в Венеции играет роль связующего звена между своеобразной венецианской готикой и классицистической архитектурой Якопо Сансовино и Винченцо Скамоцци.

## Галерея

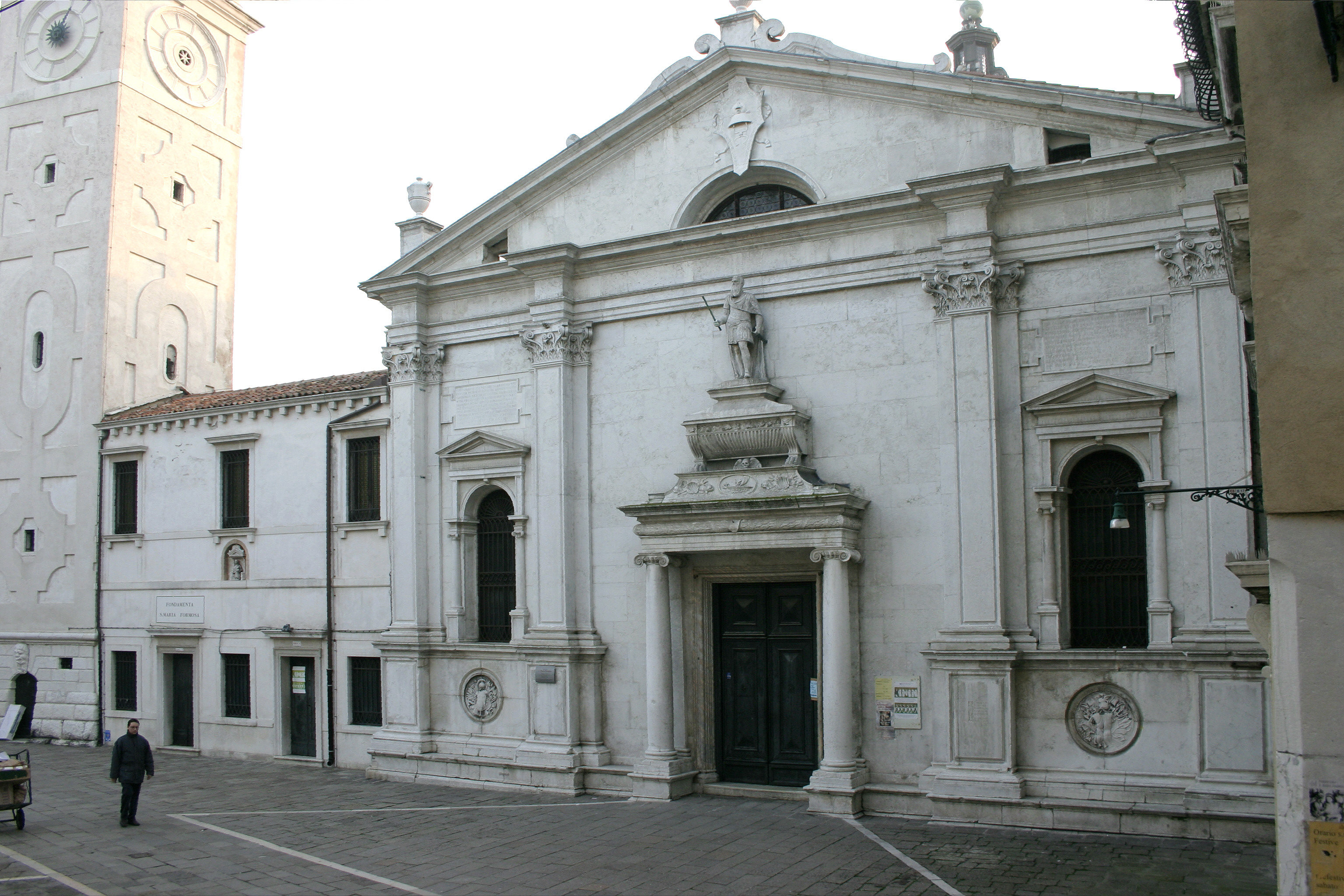
Церковь Санта-Мария Формоза. Западный фасад. Проект 1492 г.
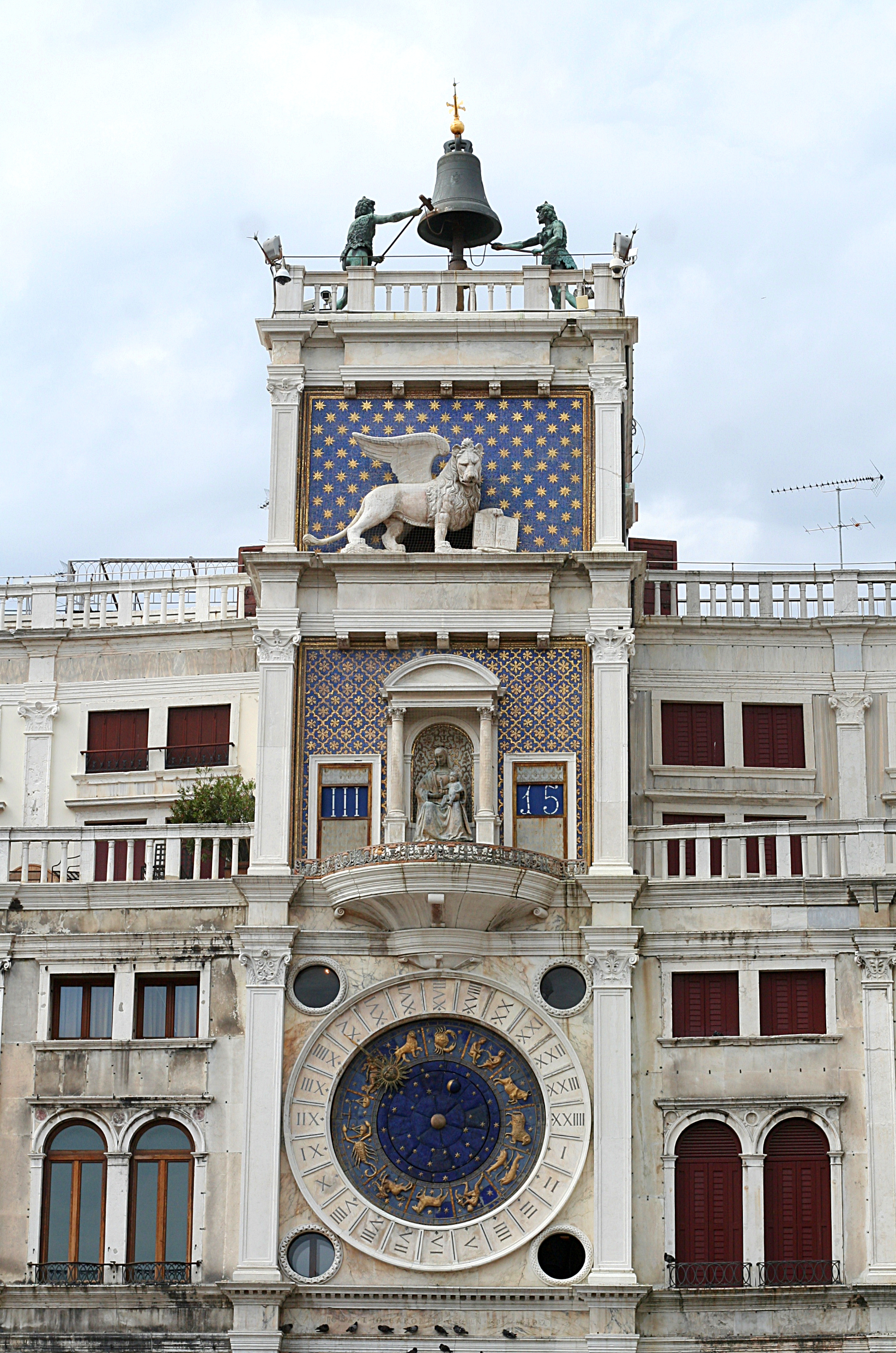
Часовая башня Святого Марка на площади Сан-Марко. 1496—1499
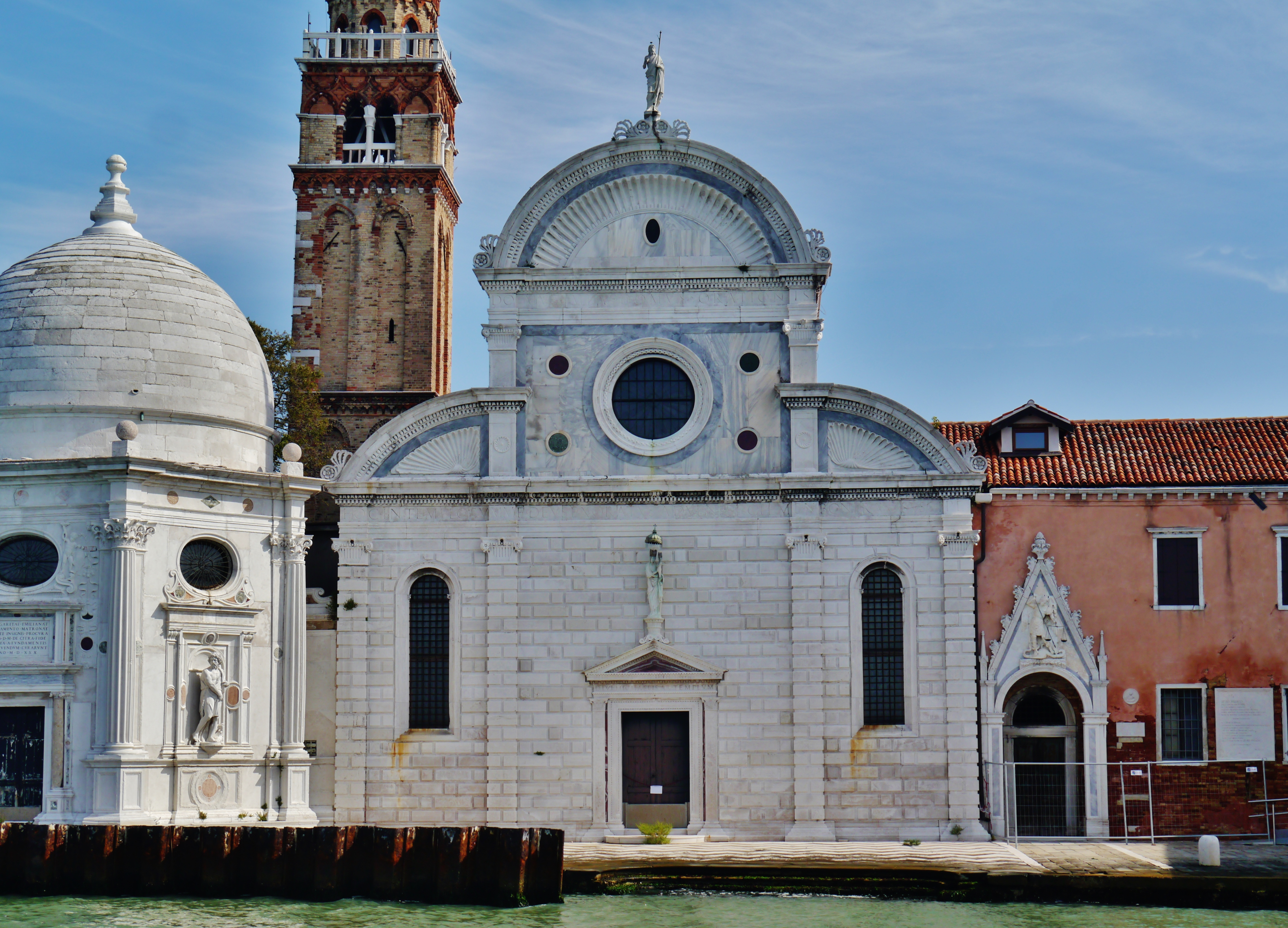
Фасад церкви Сан-Микеле-ин-Изола. 1468—1479
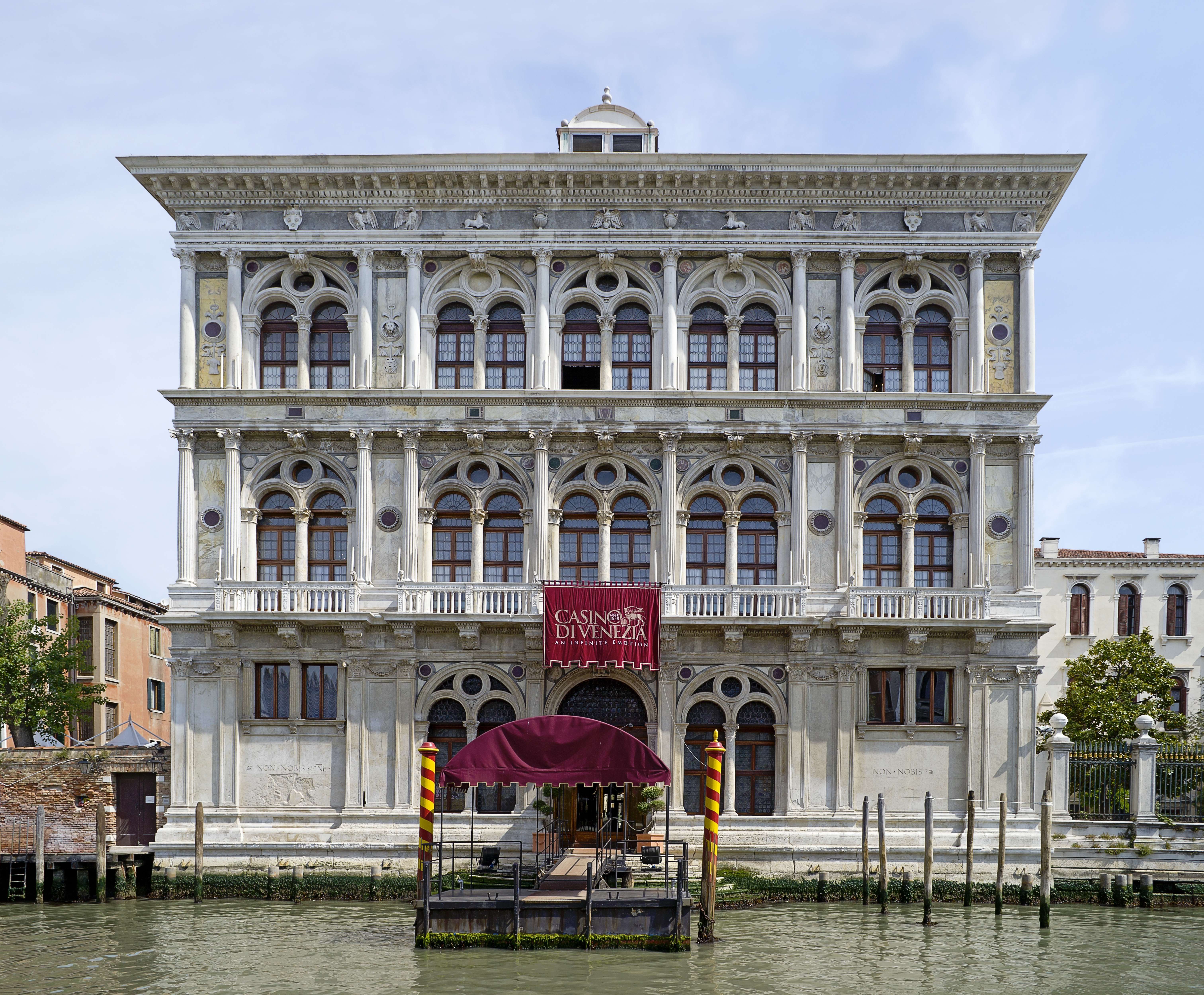
Палаццо Вендрамин-Калерджи. 1501–1509
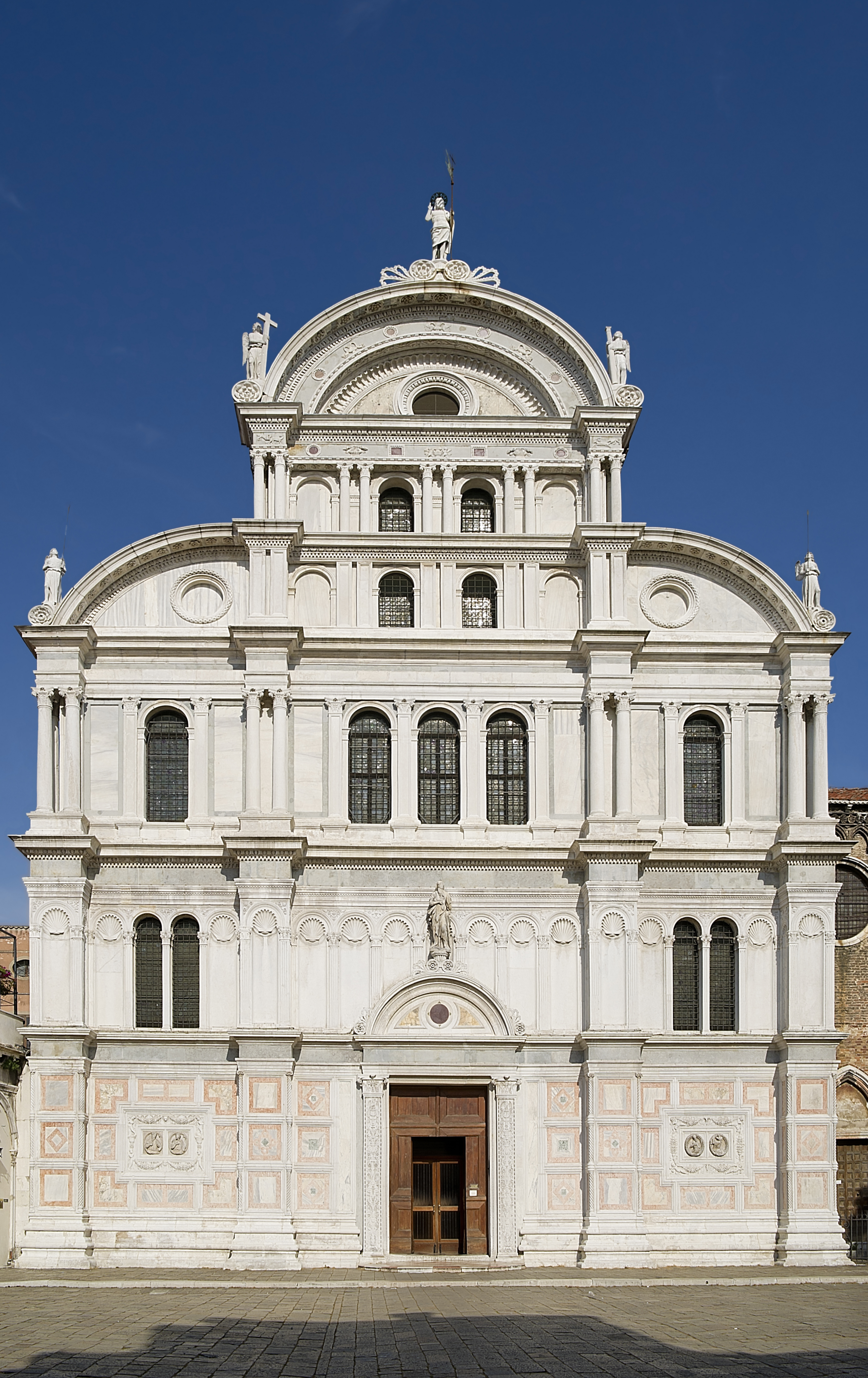
Церковь Сан-Заккариа. Главный фасад. 1483–1491
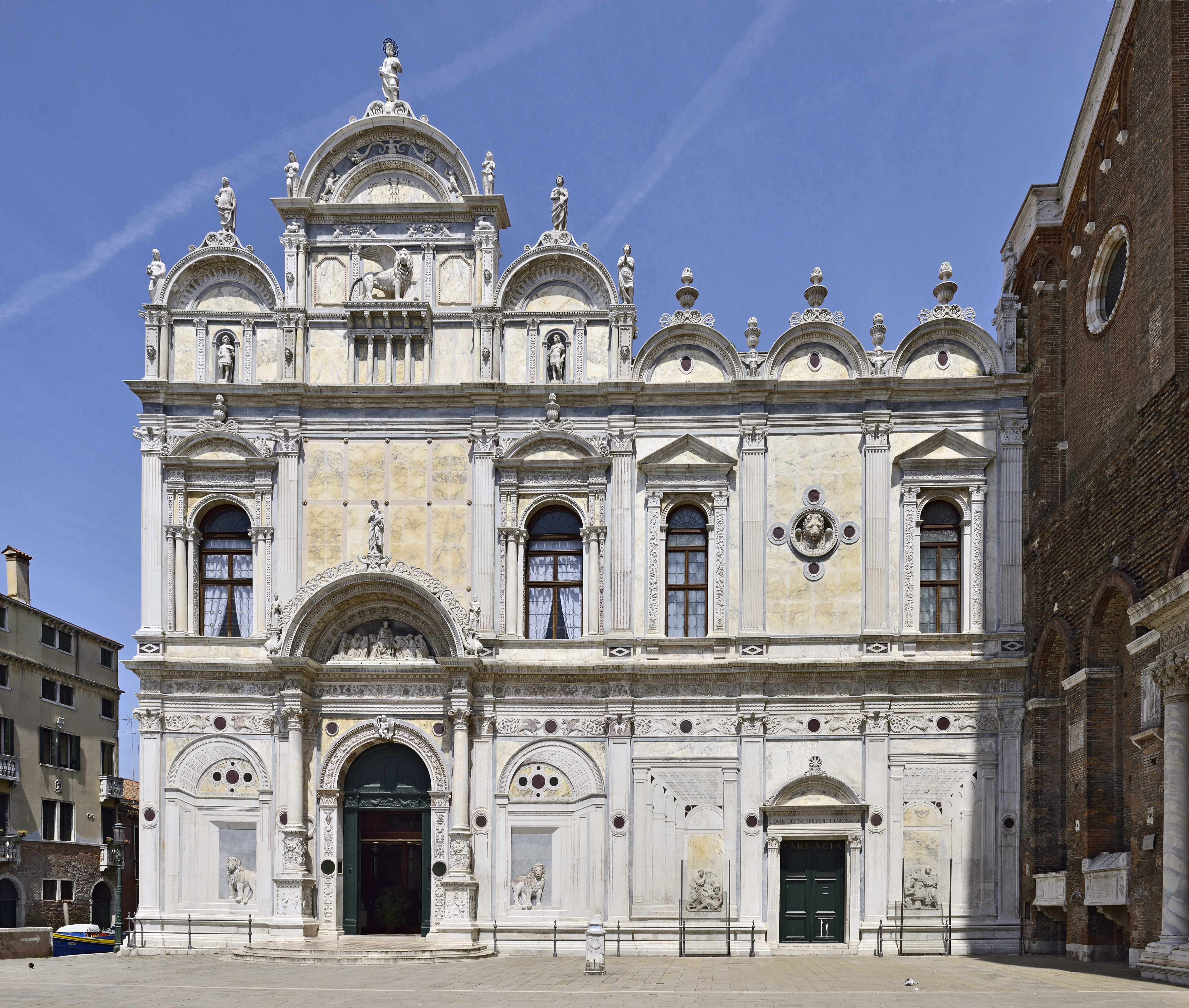
Скуола Гранде-ди-Сан-Марко. Реконструкция фасада. Совместно с Бартоломео Боном и Пьетро Ломбардо 1489–1495
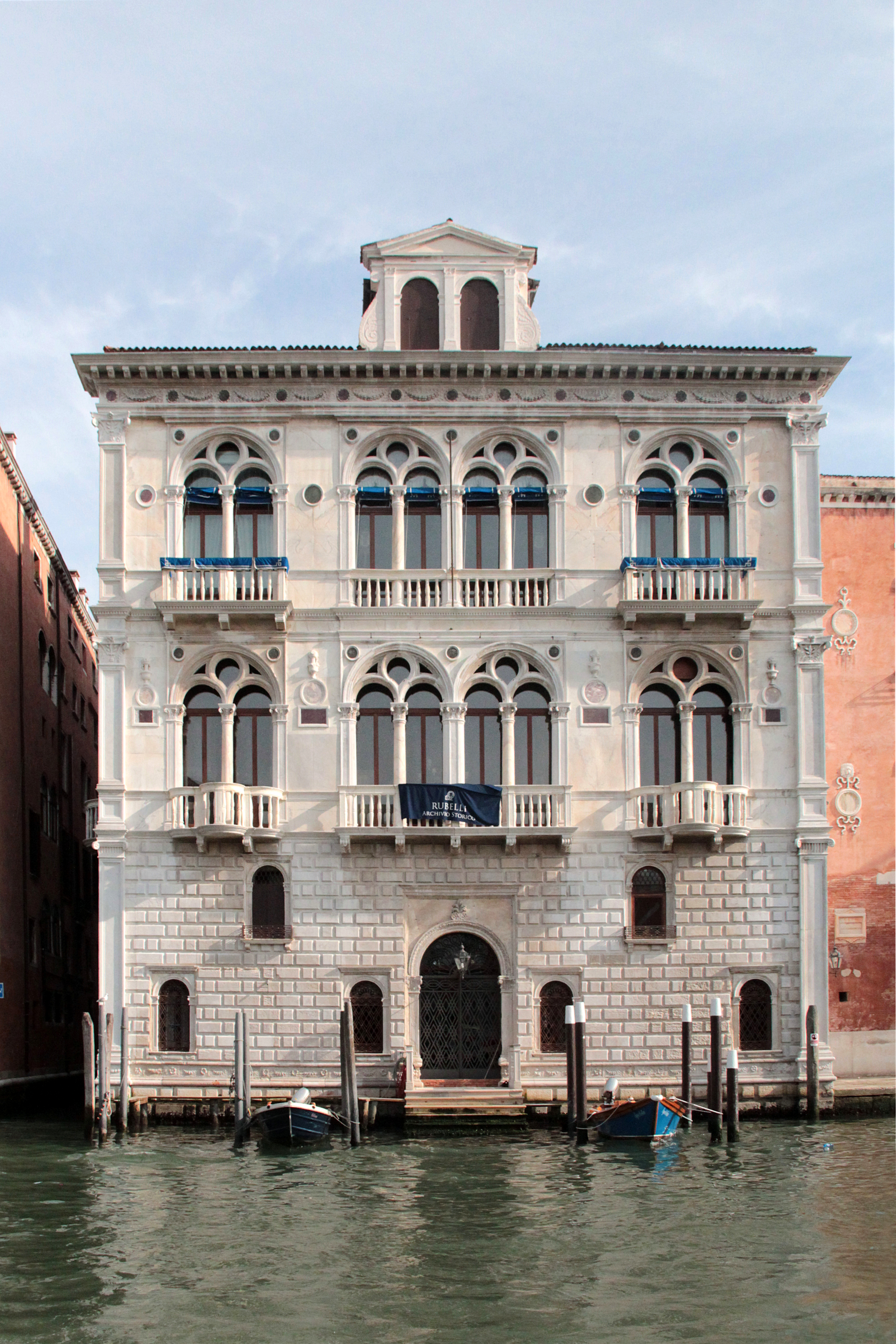
Палаццо Корнер-Спинелли на Гранд-канале. Между 1491 и 1521